# No Rest for the Wicked
No Rest for the Wicked é o quinto álbum de estúdio do cantor britânico de heavy metal Ozzy Osbourne em sua carreira solo. Foi lançado em 28 de setembro de 1988 e relançado em versão remasterizada em 22 de agosto de 1995, e novamente em 25 de junho de 2002. O álbum foi premiado com disco de ouro em 1988 e desde então já alcançou a dupla platina. Atingiu o número 13 na Billboard 200.

## Visão geral
No Rest for the Wicked é o disco de estreia de Zakk Wylde. Após o guitarrista Jake E. Lee ser demitido por Sharon Osbourne em 1987, Ozzy recebeu uma fita demo de Wylde e mais tarde contratou-o. O baixista e letrista Bob Daisley retornou à banda de Ozzy após a separação dos dois em 1985. Uma vez terminadas as gravações, Daisley deixou a banda novamente, sendo substituído pelo antigo companheiro de banda de Ozzy, Geezer Butler, da formação original do Black Sabbath, para turnês promocionais subsequentes.
"Miracle Man", "Crazy Babies" e "Breaking All the Rules" foram lançados como singles com seus respectivos videoclipes. A canção "Hero" foi uma canção bônus, escondida e não listada no lançamento original de 1988, sendo que à época acreditava-se comumente que seu título era "Fools Know More". A canção "Miracle Man" foi uma ácida crítica contra o desonrado televangelista Jimmy Swaggart. Swaggart fora por muito tempo um crítico da música e dos shows de Osbourne, até que ele mesmo se envolveu num escândalo de prostituição.
O diretor criativo John Carver foi contratado por Sharon Osbourne para conceituar e produzir a capa do álbum. O conceito de John era posicionar e retratar Ozzy como Jesus Cristo. John contratou o lendário fotógrafo Bob Carlos Clarke para fotografar a capa. A imagem de Ozzy, de John, alcançou um status lendário e apareceu em vários livros sobre a "melhor capa de álbum ...".

## Faixas
Todas as canções escritas por Ozzy Osbourne, Zakk Wylde, Bob Daisley, Randy Castillo e John Sinclair, exceto onde destacado
| N.º | Título                        | Compositor(es)                     | Duração |  |
| 1.  | "Miracle Man"                 | Osbourne, Wylde, Daisley           | 3:44    |  |
| 2.  | "Devil's Daughter (Holy War)" |                                    | 5:15    |  |
| 3.  | "Crazy Babies"                | Osbourne, Wylde, Daisley, Castillo | 4:15    |  |
| 4.  | "Breakin' All the Rules"      |                                    | 5:15    |  |
| 5.  | "Bloodbath in Paradise"       |                                    | 5:03    |  |
| 6.  | "Fire in the Sky"             |                                    | 6:24    |  |
| 7.  | "Tattooed Dancer"             | Osbourne, Wylde, Daisley           | 3:53    |  |
| 8.  | "Demon Alcohol"               | Osbourne, Wylde, Daisley, Castillo | 4:30    |  |
| 9.  | "Hero"                        |                                    | 4:49    |  |

| Remaster de 2002 |                                                                                                  |         |  |
| N.º              | Título                                                                                           | Duração |  |
| 10.              | "The Liar"                                                                                       | 4:32    |  |
| 11.              | "Miracle Man" (gravado ao vivo no Tower Theater, na Filadélfia, Pensilvânia, 4 de junho de 1989) | 3:48    |  |
| Duração total:   | Duração total:                                                                                   | 51:28   |  |

## Músicos
- Ozzy Osbourne - vocal
- Zakk Wylde - guitarra
- Bob Daisley - baixo
- Randy Castillo - bateria
- John Sinclair - teclado